# Mellino
Ne doit pas être confondu avec Mélinno.
Mellino est un groupe de musique originaire de France et composé de Stéfane Mellino (guitare, voix) et d'Iza Mellino (percussion, voix).
Ces deux musiciens ont fait partie des Négresses Vertes de 1987 à 2002.
En 2005 ils créent Mellino et jouent une musique aux influences méditerranéennes et rock.
Le premier album Mellino sort en mars 2008 suivi d'un deuxième opus No dogs aqui en avril 2012.
Le guitariste Alain Bastard et le batteur Adilson Monteiro rejoignent  Mellino pour la tournée No dogs aqui.
En 2014 Mellino enregistre régulièrement ses concerts et réalise son troisième album live qui sort en février 2015.